# 50-я танковая бригада
50-я танковая бригада — танковая бригада Красной армии в годы Великой Отечественной войны. Участвовала в Уманско-Ботошанской операции, в освобождении Украины.

## История
сформирована в декабре 1941 — марте 1942 в г. Саратов как 50-я танковая бригада. Первоначально в неё входили 3 танковых и 1 мотострелково-пулемётный батальоны, зенитный дивизион и другие части. В апреле 1942 бригада передислоцирована в Тулу и включена в 3-й танковый (с 20 ноября 1944 года - 9-й гвардейский танковый корпус) , в составе которого вела боевые действия до конца войны.
Особенно успешно действовала в Уманско-Ботошанской операции 1944 года. За отличия в боях при освобождении г. Умань (10 марта) бригаде присвоено почётное наименование «Уманской» (19 марта 1944).
За образцовое выполнение боевых заданий командования при форсировании р. Днестр, освобождении во взаимодействии с другими соединениями г. Бельцы (26 марта) и выходе на советско-румынскую государственную границу она награждена орденом Красного Знамени (8 апреля 1944 года).
В Люблин-Брестской наступательной операции бригада отличилась в боях за г. Люблин (24 июля), за что награждена орденом Суворова 2-й степени (9 авг. 1944).

За проявленные личным составом доблесть, мужество, воинское мастерство, высокую дисциплину и организованность в боях с немецко-фашистскими захватчиками удостоена гвардейского звания и преобразована в 50-ю гвардейскую танковую бригаду (1 декабря 1944 года). 
 Войну закончила как 50-я гвардейская танковая Уманско-Померанская ордена Ленина Краснознамённая орденов Суворова, Кутузова и Богдана Хмельницкого бригада

## Состав
- Бригада формировалась по штату № 010/345 от 16 февраля 1942 г.:
- рота управления (в составе взводов: разведывательного, сапёрного, связи, комендантского и обеспечения)
- 50-й отдельный танковый батальон
- 254-й отдельный танковый батальон
- мотострелково-пулемётный батальон
- истребительно-противотанковая батарея
- зенитная батарея
- роты технического обеспечения
- медико-санитарного взвода
- 2.09.1943 - 15.12.1943 переформирована по штатам № 010/500-010/506.
- рота управления
- 1-й отдельный танковый батальон (до 5.6.1944 - 50-й отд. танковый батальон)
- 2-й отдельный танковый батальон (до 5.6.1944 - 254-й отд. танковый батальон)
- 3-й отдельный танковый батальон
- моторизованный батальон автоматчиков
- зенитно-пулемётная рота

## Подчинение
Периоды вхождения в состав Действующей армии
- с 24.04.1942 по 03.09.1942
- с 17.01.1943 по 09.04.1943
- с 06.05.1943 по 02.09.1943
- с 18.01.1944 по 05.09.1944
- с 30.10.1944 по 20.11.1944
- Входила в состав 3-го танкового корпуса

## Командование
- Командиры бригады:
- 24.12.1941 — 15.11.1942 Пролеев Василий Алексеевич, полковник
- Грибчатов Александр Матвеевич, подполковник, тяжело ранен под Тоцинской в Бобовне, Ростовской области 09.01.1943 г.
- 16.11.1943 —  27.07.1943 Коновалов Фёдор Иванович, полковник (ранен)
- 28.07.1943 — 10.11.1943 Бзырин, Василий Алексеевич, подполковник
- 11.11.1943 — 15.08.1944 Либерман, Роман Александрович, полковник (ранен)
- 15.08.1944 — 27.09.1944 Фраков, Сергей Александрович, подполковник
- 28.09.1944 — 20.11.1944 Хотимский, Михаил Васильевич, полковник
- Заместитель командира бригады по строевой части
- Ушаков Илья Фёдорович, полковник (погиб 15.07.1943)
- на 08.44 Фундованный Исаак Николевич, майор (пропал без вести 11.08.1944 - ОБД)
- Начальники штаба бригады
- 05.02.1942 — 22.07.1942 Коновалов Фёдор Иванович подполковник
- 22.07.1942 — 20.09.1942 Степанов Александр Иванович, майор (переведён на должность заместителя командира бригады по оперативной работе)
- 20.09.1942 — 11.04.1944 Пехтерев, Михаил Андреевич
- 11.04.1944 — 28.08.1944 Ковалевский Александр Михайлович, капитан (убит в 1944)
- 29.08.1944 — 29.11.1944 Короткевич
- 29.11.1944 — 00.12.1944 Дубровин, Николай Иванович, майор
- Военные комиссары бригады, с 09.10.1942 г. - заместители командира бригады по политической части
- 28.12.1941 — 05.04.1942 Широков, Виктор Прокофьевич, полковой комиссар
- 05.04.1942 — 28.04.1943 Комлов Яков Яковлевич, ст. батальон. комиссар, с 08.12.1942 - подполковник
- 29.04.1943 — 19.06.1943 Воронщиков, Фёдор Ильич, подполковник
- Начальник политотдела (с июня 1943 г. он же заместитель командира по политической части)
- 9.12.1941 — 17.09.1942 Куликов Дмитрий Иванович, батальон. комиссар
- 17.09.1942 — 19.06.1943 Вязовскин Алексей Фёдорович, батальон. комиссар, с 05.11.1942 - инженер-майор
- 19.06.1943 — 20.11.1944 Воронщиков Фёдор Ильич, подполковник

## Отличившиеся воины бригады
В годы войны за ратные подвиги свыше 3 тысяч воинов бригады награждены орденами и медалями, а 20 присвоено звание Героя Советского Союза.
- Кольцов, Иван Пантелеевич, лейтенант, командир танкового взвода 254-го танкового батальона.
- Маринин, Виктор Иванович, сержант, мотоциклист 50-го танкового батальона. Звание присвоено посмертно.
- Мехнин, Фёдор Михайлович, старшина, механик-водитель танка Т-34 роты управления  бригады. Звание присвоено посмертно.
- Скворцов, Александр Егорович, гвардии старший лейтенант, командир танка Т-34 254-го танкового батальона.
- Тыщик, Евгений Константинович, старший лейтенант, командир танковой  роты 254-го танкового батальона. Звание присвоено посмертно. Навечно зачислен в списки личного состава Киевского высшего танкового инженерного училища.
- Умников, Андрей Иванович, старший лейтенант, заместитель командира роты 254-го танкового батальона.

## Награды и наименования
| Награда, наименование            | Дата               | За что получена |
| -------------------------------- | ------------------ | --- |
| Гвардейская                      | 1.12.1944          | За отважные и умелые действия личного состава в боях |
| Почётное наименование «Уманская» | 19.03.1944         | За освобождение города Умань присвоено почётное наименование |
| Орден Красного Знамени           | 8 апреля 1944 года | За образцовое выполнение боевых заданий командования при форсировании р. Днестр, освобождении во взаимодействии с другими соединениями г. Бельцы (26 марта) и выходе на советско-румынскую государственную границу награждена орденом Красного Знамени |
| Орден Суворова II степени        | 9 августа 1944     | За отличие в Люблин-Брестской наступательной операции в боях за г. Люблин (24 июля), награждена орденом Суворова 2-й степени. |

Личный состав бригады 7 раз удостаивался благодарностей Верховного Главнокомандующего Вооружёнными Силами СССР

## Известные люди служившие в бригаде
- Савдунин, Владимир Григорьевич — в 1943-1944 гг. разведчик, командир отделения взвода разведки бригады. Впоследствии известный футболист и хоккеист с мячом.